# Pseudotrochalus sexflabellatus
Pseudotrochalus sexflabellatus är en skalbaggsart som beskrevs av Frey 1968. Pseudotrochalus sexflabellatus ingår i släktet Pseudotrochalus och familjen Melolonthidae. Inga underarter finns listade i Catalogue of Life.